# Okito Serizawa
Okito Serizawa (...) è un attore giapponese.

## Filmografia

### Cinema
- Tsumujikaze shokudo no yoru, regia di Tetsuo Shinohara (2009)
- Shattaazu 4, regia di Daisuke Hatanaka (2009)
- Tokyo Unko, regia di Eiji Muramatsu (2011)
- Waga haha no ki, regia di Masato Harada (2011)
- Sôrô nante kudaranai, regia di Kôta Yoshida (2011)
- Ikiterumono wa inainoka, regia di Gakuryū Ishii (2012)
- Miss Zombie, regia di Sabu (2013)
- Shinigami tanya, regia di Taishi Shiode (2013)
- Death & Tanya, regia di Taishi Shiode (2013)
- Toshiue no hito, regia di Ataru Ueda (2014)
- Le incredibili avventure di Fuku-chan (Fukufuku sou no Fuku-chan), regia di Yosuke Fujita (2014)